# المعهد الوطني للصحة (المغرب)
المعهد الوطني للصحة هو مؤسسة عمومية في المغرب، يقع مقره الرئيسي في العاصمة الرباط وهو تابع لوزارة الصحة.

## تاريخ
تم تدشين المعهد الوطني للصحة في 30 ديسمبر 1930 بالرباط من قبل ليون بيرنارد، رئيس المجلس الأعلى للصحة بفرنسا، برئاسة لوسيان سان، المقيم العام للجمهورية الفرنسية في المغرب بهدف الاهتمام بمشاكل النظافة وعلم الأوبئة للأمراض المعدية في المغرب، ونشر المفاهيم الأولية للنظافة والوقاية لحماية صحة المواطنين.
وقد تأسس المعهد الوطني للصحة لمكافحة آفات الصحة العامة الرئيسية في المغرب، خاصة التيفود والملاريا، ومنذ ذلك الحين، واصل المساهمة بشكل فعال في المراقبة والسيطرة على المرض، من خلال تشخيص ودراسة مسببات الأمراض وعوامل الخطر البيولوجية الأخرى والبيئية.

## عرض
يخضع المعهد الوطني للصحة بالمغرب لإشراف وزارة الصحة ويشكل الهيئة المرجعية في مجال البيولوجيا الطبية والبيئية.
تعمل هذه الهيئة الحكومية منذ عام 1930 على ضمان الإدارة الفعالة لمشاكل النظافة والأوبئة في المغرب.
مجال تدخلها واسع للغاية وتلعب مختبراتها دور الدعم الفني والعلمي لمختلف البرامج الصحية مثل السل، الملاريا، البلهارسيا، داء الليشمانيات، التهاب السحايا، الأمراض المعوية، الكوليرا، السالمونيلا، الأمراض المنقولة جنسيا، الإصابة بـفيروس نقص المناعة البشرية، شلل الأطفال، الحصبة والأنفلونزا. يوفر المعهد أيضًا الخبرة الفنية في مجال نظافة الأغذية، وعلم السموم البيئية، وفي المجال الطبي القانوني.
إلى جانب أنشطته المختبرية، يساهم المعهد في تدريب الأطباء البيولوجيين والصيادلة، والعلماء على أعمالهم البحثية كجزء من الاستعدادات لـ DESA والدكتوراه الوطنية، وفنيي المختبرات والممرضات، وذلك إما كجزء من التدريب الأساسي أو التدريب المستمر.
تم تخصيص 75 عامًا من وجودها للبحث وتنفيذ الأدوات التي تضمن تطوير تقنيات البيولوجيا الطبية والبيئية التي تعمل كأساس للتشخيص الطبي والمراقبة الوبائية ومراقبة جودة نظافة المجتمع والأمن الصحي في المغرب.
وهكذا ساهم المعهد في القضاء على الطاعون والجدري والتيفوس وفي السيطرة على الأمراض المعوية والسل والملاريا.

## المهام
تتجلى مهام المعهد الوطني للصحة فيما يلي:
- تقديم الدعم الفني والعلمي لمختلف برامج الصحة العامة.
- تقديم الخدمات والخبرة في مجال البيولوجيا الطبية وصحة البيئة.
- المشاركة في مجالات خبرتها في الشبكات الوطنية والدولية المخصصة لرصد حالة الصحة والمراقبة والأمن الصحي.
- قيادة الشبكة الوطنية لمختبرات الصحة العامة.
- المساهمة في التدريب في المجالات التي تدخل في اختصاصها وإجراء الدراسات والأبحاث في مجال الصحة بالشراكة مع المنظمات الوطنية والدولية.

- تطوير البحوث في مجالات علم الأحياء الصحي.

- اقتراح معايير في علم الأحياء الصحي.
- تعزيز وتطوير التعاون الوطني والدولي في مجال البيولوجيا.
- المشاركة في تدريب وإعادة تدريب الكوادر الطبية وشبه الطبية والعلمية.
- نشر المعلومات المتعلقة بمهاراتك.
- القيام بمهام المكافحة الميدانية كجزء من المراقبة الوبائية.
- تقديم خدمات البيولوجيا الطبية والبيئية.
- تطوير وتوحيد التقنيات المرجعية لتطبيقها في مختبرات الصحة العامة.
- القيام بمراقبة الجودة الخارجية لمختبرات الصحة العامة.

## مجالات الخبرة
- الخبرة في الطب الشرعي والبيئة.
- النظافة الغذائية وعلم السموم البيئية.
- الاستشارة الوراثية.
- الخبرة المتعلقة بالتحقق من صحة تشغيل معدات المختبرات ومراقبة جودة الكواشف ومنتجات المختبرات للاستخدام التشخيصي.
- نصيحة للمسافرين.

## الأقسام والمختبرات
- مختبر علم الأمراض التشريحي.
- قسم الكيمياء الحيوية - أمراض الدم.
- قسم الوراثة الطبية.
- قسم علم المناعة.
- قسم البكتيريا الطبية.
- قسم الطفيليات - علم الفطريات.
- قسم علم الفيروسات.
- قسم الأحياء الدقيقة للمياه والغذاء ونظافة الغذاء.
- قسم السموم - الهيدرولوجيا.
- مكتب المختبرات.

## خدمات الدعم اللوجستي
- الإدارة.
- خدمة الاتصالات.
- خدمة تكنولوجيا المعلومات.
- قسم الجودة.
- خدمة التعاون وتشجيع البحث والتطوير في مجال التكنولوجيات الحيوية.
- قسم علم الأوبئة.
- خدمة الصحة والسلامة.
- المكتبة.
- مركز التجميع.